# 西吉斯蒙德·弗赖尔
西吉斯蒙德·弗赖尔（德語：Sigismund Freyer，1881年1月22日—1944年2月14日），德国男子马术运动员。他曾代表德国参加1912年夏季奥林匹克运动会马术比赛，获得团体场地障碍赛铜牌。